# Systematik der Kratzwürmer
Die klassische Systematik der Kratzwürmer oder Kratzer (Acanthocephala) basiert vor allem auf morphologischen Merkmalen der Anatomie der geschlechtsreifen Tiere sowie der Larvenstadien sowie auf Merkmalen der Eischalen und der Ökologie (Wirtstypen etc.). Als Indizien für die Monophylie der Kratzwürmer können eine Reihe von nur ihnen gemeinsamen Merkmalen, so genannten Apomorphien, benannt werden. Hierzu zählen unter anderen die sehr spezifische Epidermis mit dem nur bei den Kratzwürmern existierenden Lakunensystem zur Ernährung der Tiere, der ausstülpbare Rüssel mit den Haken, die Ligamentsäcke sowie die sehr spezielle Ausbildung der weiblichen Geschlechtsorgane mit der spezialisierten Uterusglocke.
Die Kratzwürmer enthalten drei als Klassen eingestufte Taxa, die sich vor allem in ihrer Größe und dem Wirtsspektrum sowie einigen morphologischen Merkmalen unterscheiden. Hierbei spielen insbesondere die Ausgestaltung des Ligamentsackes, die Lage der Hauptkanäle des Lakunensystems sowie die Anzahl der Zementdrüsen beim Männchen eine wesentliche Rolle, außerdem werden der Aufbau der Eischalen, die Merkmale des Lebenszyklus (Zwischen- und Endwirte) sowie molekularbiologische Merkmale für die Einteilung zugrunde gelegt. All diese Merkmale legen nahe, dass es sich bei den drei Klassen um monophyletische Gruppen handelt:

## Die klassische Systematik der Kratzwürmer

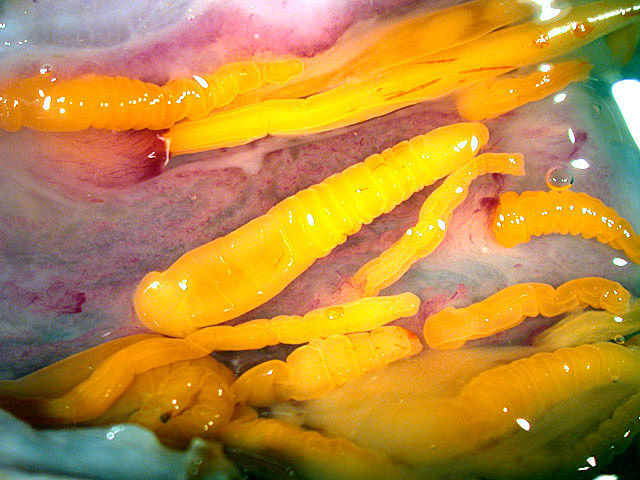
Pomphorhynchus im Rektum eines Blaufisches (Pomatomus saltatrix)

Diese Systematik folgt im Wesentlichen der Darstellung des Integrated Taxonomic Information System
- Kratzwürmer (Acanthocephala Kohlreuther, 1771)
  - Archiacanthocephala Meyer, 1931
    - Apororhynchida
      - Apororhynchidae Shipley, 1899
        - Apororhynchus Shipley, 1899

    - Gigantorhynchida Southwell and Macfie, 1925
      - Giganthorhynchidae Hamann, 1892
        - Gigantorhynchus Hamann, 1892
        - Mediorhynchus Van Cleve, 1916

    - Moniliformida Schmidt, 1972
      - Moniliformidae Van Cleve, 1924
        - Moniliformis Travassos, 1915
        - Promoniliformis Dollfus and Golvan, 1963

    - Oligacanthorhynchida Petrochenko, 1956
      - Oligacanthorhynchidae Southwell and Macfie, 1925
        - Macracanthorhynchus Travassos, 1917
        - Neoncicola Schmidt, 1972
        - Nephridiorhynchus Meyer, 1931
        - Oligacanthorhynchus Travassos, 1915
        - Oncicola Travassos, 1916
        - Pachysentis Meyer, 1931
        - Prosthenorchis Travassos, 1915
        - Tchadorhynchus Troncy, 1970

  - Eoacanthocephala Van Cleve, 1936
    - Gyracanthocephala Van Cleve, 1936
      - Quadrigyridae Van Cleve, 1920
        - Pallisentinae Van Cleve, 1928
          - Acanthogyrus Thapar, 1927
          - Devendrosentis Sahay, Sinha, Gosh, 1971
          - Palliolisentis Machado, 1960
          - Pallisentis Van Cleave, 1928
          - Raosentis Datta, 1947
          - Saccosentis Tadros, 1966

        - Quadrigyrinae Van Cleve, 1920
          - Deltacanthus Diaz-ungria et al., 1958
          - Quadrigyrus Van Cleve, 1920

    - Neoechinorhynchida Ward, 1917
      - Dendronucleatidae Sokolovskaia, 1962
        - Dendronucleata Sokolovskaia, 1962

      - Neoechinorhynchidae Ward, 1917
        - Atactorhynchinae Petrochenko, 1956
          - Atactorhynchus Chandler, 1935
          - Floridosentis Ward, 1953
          - Tanaorhamphus Ward, 1918

        - Eocillinae Petrochenko, 1965
          - Eocollis Van Cleve, 1947

        - Gracilisentinae Petrochenko, 1956
          - Gracilisentis Van Cleve, 1919
          - Pandosentis Van Cleve, 1920
          - Wolffhugelia Mane-garzon and Dei-cas, 1974

        - Neoechinorhynchinae Travassos, 1926
          - Dispiron Bilgees, 1970
          - Gorytocephalus Nickol and Thatcher, 1971
          - Hebesoma Van Cleve, 1928
          - Hexaspiron Dollfus and Golvan, 1956
          - Microsentis Martin and Multani, 1966
          - Neoechinorhynchus Stiles and Hassall, 1905
          - Octospinifer Van Cleve, 1919
          - Octospiniferoides Bullock, 1957
          - Paulisentis Van Cleave and Bangham, 1949
          - Zeylonechinorhynchus Fernando and Furtado, 1963

      - Tenuisentidae Van Cleve, 1921
        - Paratenuisentis Bullock and Samuel, 1975
        - Tenuisentis Van Cleve, 1936

  - Palaeacanthocephala Meyer, 1931
    - Echinorhynchida Southwell and Macfie, 1925
      - Arhythmacanthidae Yamaguti, 1935
        - Arhythmacanthinae Yamaguti, 1935
          - Heterosentis Van Cleve, 1931

        - Neoacanthocephaloidinae Golvan, 1960
          - Acanthocephaloides Meyer, 1932
          - Neoacanthocephaloides Cable and Quick, 1954

        - Paracanthocephaloidinae Golvan, 1969 	
          - Breizacanthus Golvan, 1969
          - Euzetacanthus Golvan and Houin., 1964
          - Paracanthocephaloides Golvan, 1969

      - Cavisomidae Meyer, 1932
        - Caballerorhynchus Salgado-maldonado, 1977
        - Cavisoma Van Cleve, 1931
        - Echinorhynchoides Achmerov et al., 1941
        - Femogibbosus Paruchin, 1973
        - Filisoma Van Cleve, 1928
        - Megapriapus Golvan et al., 1964
        - Neorhadinorhynchus Yamaguti, 1939
        - Paracavisoma Kritscher, 1957
        - Pseudocavisoma Golvan and Houin., 1964
        - Rhadinorhynchoides Fukui and Morisita, 1937

      - Diplosentidae Tubangui and Masilungan, 1937
        - Allorhadinorhynchinae Golvan, 1969
          - Allorhadinorhynchus Yamaguti, 1959
          - Golvanorhynchus Noronha, Fabio, Pinto, 1978

        - Diplosentinae Golvan and Houin., 1963
          - Diplosentis Tubangui and Masilungan, 1937
          - Pararhadinorhynchus Johnston and Edmonds, 1947

      - Echinorhynchidae Cobbold, 1879
        - Echinorhynchinae Cobbold, 1876
          - Acanthocephalus Koelreuther, 1771
          - Echinorhynchus Zoega, 1776
          - Pilum Williams, 1976
          - Pseudoacanthocephalus Petrochenko, 1956

        - Yamaguitisentinae Golvan, 1969
          - Yamaguitisentis Golvan, 1969

      - Fessisentidae Van Cleve, 1931
        - Fessisentis Van Cleve, 1931

      - Heteracanthocephalidae Petrochenko, 1956
        - Aspersentinae Golvan, 1960
          - Aspersentis Van Cleve, 1929

        - Heteroacanthocephalinae Petrochenko, 1956
          - Heteroacanthocephalus Petrochenko, 1956
          - Sachalinorhynchus Krotov and Petrochenko, 1956

      - Hypoechinorhynchidae Golvan, 1980
        - Bolborhynchoides Achmerov, 1959
        - Hypoechinorhynchus Yamaguti, 1939

      - Illiosentidae Golvan, 1960
        - Brentisentis Leotta, Schmidt, Kuntz, 1982
        - Dentitruncus Sinzar, 1955
        - Dollfusentis Golvan, 1969
        - Goacanthus Gupta and Jain, 1980
        - Indorhynchus Golvan, 1969
        - Metarhadinorhynchus Yamaguti, 1959
        - Pseudorhadinorhynchus Achmerov et al., 1941
        - Tegorhynchus Van Cleve, 1921
        - Telosentis Van Cleve, 1923

      - Polyacanthorhynchidae Golvan, 1956
        - Polyacanthorhynchus Travassos, 1920

      - Pomphorhynchidae Yamaguti, 1939
        - Longicollum Yamaguti, 1935
        - Pomphorhynchus Monticelli, 1905
        - Tenuiproboscis Yamaguti, 1935

      - Rhadinorhynchidae
        - Golvanacanthinae Paggi and Orecchia, 1972
          - Golvanacanthus Paggi and Orecchia, 1972

        - Gorgorhynchinae Van Cleve and Lincicome, 1940
          - Australorhynchus Lebedev, 1967
          - Cleaveius Subramanian, 1927
          - Gorgorhynchoides Cable and Linderoth, 1963
          - Gorgorhynchus Chandler, 1934
          - Hanumantharaorhynchus Chandra, 1983
          - Leptorhynchoides Kostylev, 1924
          - Metacanthocephaloides Yamaguti, 1959
          - Metacanthocephalus Yamaguti, 1959
          - Micracanthorhynchina Strand, 1936
          - Paracanthorhynchus Edmonds, 1967
          - Pseudauchen Yamaguti, 1963
          - Pseudoleptorhynchoides Salgado-maldonado, 1976
          - Sclerocollum Schmidt and Paperna, 1978

        - Rhadinorhynchinae Luehe, 1912
          - Cathayacanthus Golvan, 1969
          - Megistacantha Golvan, 1960
          - Paragorgorhynchus Golvan, 1957
          - Raorhynchus Tripathi, 1959
          - Rhadinorhynchus Travassos, 1923

        - Serrasentinae Petrochenko, 1956
          - Serrasentis Van Cleave, 1923

        - Serrasentoidinae Parukhin, 1982
          - Serrasentoides Parukhin, 1971

    - Polymorphida Petrochenko, 1956
      - Centrorhynchidae Van Cleave, 1916
        - Centrorhynchus Luehe, 1911
        - Sphaerirostris Golvan, 1956

      - Plagiorhynchidae Golvan, 1960
        - Plagiorhynchinae Meyer, 1931
          - Plagiorhynchus Luehe, 1911

        - Porrorchinae Golvan, 1956
          - Lueheia Travassos, 1919
          - Oligoterorhynchus Monticelli, 1914
          - Owilfordia Schmidt and Kuntz, 1967
          - Porrorchis Fukui, 1929
          - Pseudogordiorhynchus Golvan, 1957
          - Pseudolueheia Schmidt and Kuntz, 1967

        - Sphaerechinorhynchinae Golvan, 1956
          - Sphaerechinorhynchus Johnston, 1929

      - Polymorphidae Meyer, 1931
        - Andracantha Schmidt, 1975
        - Arhythmorhynchus
        - Bolbosoma Porta, 1908
        - Corynosoma Luehe, 1904
        - Diplospinifer Fukui, 1929
        - Filicollis Luehe, 1911
        - Hexaglandula Petrochenko, 1950
        - Polymorphus Lühe, 1911
        - Southwellina Witenberg, 1932

## Belege
1. ↑  Thomas J. Near: Acanthocephalan Phylogeny and the Evolution of Parasitism. Integrative and Comparative Biology 42, 2002; Seiten 668–677. (Volltext; PDF; 236 kB)
2. ↑  Phylogenetic Relationships of the Acanthocephala Inferred from 18S Ribosomal DNA Sequences. Molecular Phylogenetics and Evolution 10 (3), 1998; Seiten 287–298. (Volltext)
3. ↑  siehe Acanthocephala und untergeordnete Taxa